# Emilio Del Guercio

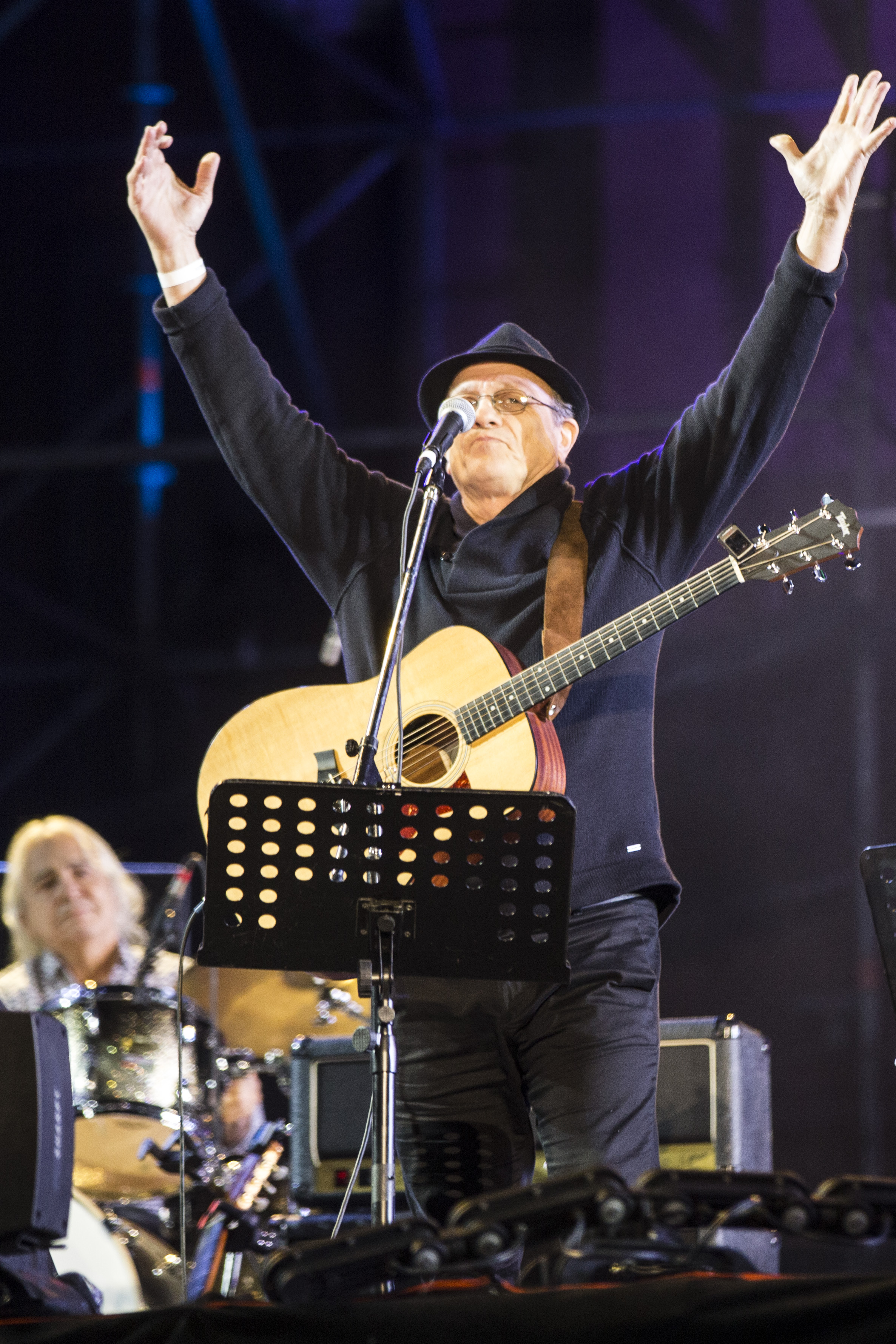
Emilio Del Guercio

Emilio Del Guercio (* 12. April 1950 in Mar del Plata) ist ein argentinischer Rockgitarrist und -bassist.
Del Guercio gründete 1967 mit Luis Alberto Spinetta, Edelmiro Molinari und Rodolfo García die Gruppe Almendra, der er bis zu ihrer Auflösung 1970 angehörte. Mit der Band entstanden in dieser Zeit zwei Alben. 1971 gründete er mit Rodolfa García, Héctor Starc und Hugo González Neira die Gruppe Aquelarre, der er bis 1977 angehörte.
1979 gründete De Guercio die Gruppe La Eléctrica Rioplatense mit den Mitgliedern Alfredo Desiata, Eduardo Rogatti, Eduardo Zvetelman und Gabriel Díaz. Im gleichen Jahr beteiligte er sich an der Aufnahme des Livealbums Live al Obras Sanitarias der Gruppe Almendra, die hierfür noch einmal kurzfristig zusammengekommen war.
1983 spielte er mit Edelmiro Molinari sein Soloalbum Pintada ein. Danach gründete er mit Luis D’Agostino und Carlos Telerinsky ein Gitarrentrio, das, erweitert um den Schlagzeuger Rubén Rada, den Keyboarder Claudio Méndez und den Bassisten Daniel Insusalrri wieder unter dem Namen La Eléctrica Rioplatense arbeitete. Nach der Geburt seiner zweiten Tochter zog sich De Guercio vorübergehend aus dem professionellen Musikgeschäft zurück.
1999 erschien dann das Album Corazones Del Lado Del Fuego mit seiner alten Band Aquelarre. 2003–04 beteiligte er sich als Sänger am Luis Bordas Album El Alba.

## Diskographie
- Almendra, 1969
- Alemdra 2, 1970
- Aquelarre, 1972
- Aquelarre: Violencia en el parque / Ceremonias para disolver (simple), 1973
- Aquelarre: Candiles, 1973
- Pescado Rabioso: Artaud, 1973
- Aquelarre: Brumas, 1974
- Aquelarre: Siesta, 1975
- Aquelarre: Lo mejor de Aquelarre, 1977
- Almendra: Live al Obras Sanitarias, 1979
- Pintada, 1983
- Aquelarre: Corazones Del Lado Del Fuego 1999
- Luis Borda: El Alba, 2003–04

| Personendaten    | Personendaten                             |
| ---------------- | ----------------------------------------- |
| NAME             | Del Guercio, Emilio                       |
| KURZBESCHREIBUNG | argentinischer Rockgitarrist und -bassist |
| GEBURTSDATUM     | 12. April 1950                            |
| GEBURTSORT       | Mar del Plata                             |